# Eduvie Ikoba
Eduvie Marho Ikoba (ur. 26 października 1997 w Bettendorf) – amerykański piłkarz pochodzenia nigeryjskiego występujący na pozycji napastnika, od 2024 roku zawodnik słowackiego Zemplína Michalovce.